# Louis Polonia
Louis Polonia est un footballeur français de parents italiens, né le 8 janvier 1935 à Espalion (Aveyron) et mort le 14 octobre 2005 à Boujan-sur-Libron (Hérault). 

## Les débuts en CFA (1951-1959)
Il commence le football au Stade ruthénois à l'âge de 16 ans. Il fait alors partie des juniors, qui jouent en lever de rideau de l'équipe fanion, et qui obtiennent le titre régional en fin de saison 1950-1951. Polonia intègre ensuite l'équipe I du club. En 1952, il est l'un des plus brillants joueurs qui évoluent en CFA mais il reste à Rodez jusqu'à la fin de la saison 1958-1959.

## Parcours professionnel (1959-1967)
Polonia part ensuite au RC Lens en division 1, où il joue avec Arnold Sowinski et Bernard Placzek. Malgré une coupe Charles Drago remportée lors de sa première saison avec les "sang et or" et une bonne sixième place (1959-1960), les trois saisons suivantes sont relativement plus difficiles et Lens connaît même une pénible seizième place à l'issue de la saison 1962-1963. Mais la saison qui suit, 1963-1964 s'avère brillante : le club termine troisième de la division 1 et atteint les quarts de finale de la Coupe de France. La saison suivante (1964-1965), Louis Polonia remporte avec le club sa seconde coupe Charles Drago. En sept saisons sous le maillot lensois, Louis Polonia aura joué 239 matchs et marqué deux buts (inscrits lors de la saison 1965-1966). Il fait en 1966-1967 une dernière saison à l'AS Béziers, alors en division 2 et y joue 23 matches (sans qu'il y inscrive de but), faisant atteindre au club une honorable cinquième place.

## Sélection en équipe de France
Devenu international en 1960, il dispute les Jeux olympiques d'été de 1960 à Rome avec l'équipe de France. Il participe aux trois matchs de poule (victoire contre le Pérou, match nul contre l'Inde et défaite contre la Hongrie) et n'inscrit pas de buts. Malgré une seconde place dans le groupe D, la France n'accède pas aux demi-finales.Louis Polonia évoluait au poste d'arrière latéral droit. Il a fait son service militaire au Bataillon de Joinville. Marié, il a eu deux enfants et est devenu expert comptable après sa carrière professionnelle à Béziers, ville où il décède en 2005. 
En 2010, le stade Louis Polonia a été inauguré en son honneur à Rodez, en tant qu'ancien joueur du Stade ruthénois.